# سور المدينة والخندق
يقع سوق المدينة والخندق (بالإنجليزية:  City Wall and Moat)‏ في بيروت بلبنان.

## نظرة عامة
تم بناء سور مدينة بيروت حوالي القرن التاسع وتم هدمه في بداية القرن العشرين، تم بناء سوق الجميل فوق الخندق المردوم.

## البناء
لم يتمكن علماء الآثار من تقديم تاريخ محدد لبناء سور المدينة وخندقه رغم أن السجلات التاريخية تشير إلى القرن التاسع.

## التاريخ
لعب الخندق دورًا دفاعيًا هامًا في أوقات الحرب خارج جدار المدينة؛ حيث أبقى الغزاة على مسافة ومنعهم من الاقتراب من الجدار مع أبراجهم الخشبية المتنقلة، فقد كان على المهاجمين بناء جسور من أبراجهم الخشبية للوصول إلى قمة الجدار وبالتالي تعريض أنفسهم للمدافعين عن المدينة، لم يتمكن علماء الآثار من تقديم تاريخ محدد لبناء سور المدينة وخندقه على الرغم من أن السجلات التاريخية تشير إلى القرن التاسع، وقد تم بناء كل من الجدار والخندق فوق المقبرة الفينيقية وتم تقسيمهما على أنقاض المساكن الفينيقية والفارسية والرومانية، وفي أواخر القرن التاسع عشر فقد سور المدينة وخندقه أهميته الإستراتيجية، وبحلول أوائل القرن العشرين تم تفكيك الجدار وتم بناء سوق الجميل فوق الخندق المردوم.

## المخطط الزمني
القرن التاسع: التاريخ المقترح لبناء سور المدينة والخندق من قبل علماء الآثار
أواخر القرن التاسع عشر: فقد سور المدينة وخندقها أهميته الإستراتيجية.
بداية القرن العشرين: تم تفكيك الجدار.

## طالع أيضًا
- سور المدينة
- خندق
- برج القشلة
- قائمة أطول المباني في لبنان
- قائمة أحياء بيروت
- قائمة قلاع بيروت
- قائمة شوارع بيروت
- دارة سلام